# Petra Pecková
Petra Pecková (ur. 12 października 1975 w Benešov) – czeska samorządowczyni i dziennikarka, od 2020 roku hetmanka kraju środkowoczeskiego. W latach 2014–2021 burmistrzyni Mnichovic.        

## Życiorys
Uczęszczała do akademickiego gimnazjum Štěpánská w dzielnicy Praga 1. Od 1996 roku pracowała jako reporterka i scenarzystka programów telewizyjnych. W 1998 roku ukończyła szkołę zawodową o profilu dziennikarskim. W 2006 roku została absolwentką dwóch kierunków na Uniwersytecie Masaryka – nauki o mediach i dziennikarstwa oraz politologii. Od 2011 roku realizowała programu dla TV Nova, Česká televize i TV Barrandov. W 2013 roku uzyskała tytuł magistra z zakresu polityki publicznej i społecznej na Uniwersytecie Karola.

### Działalność polityczna
W wyborach samorządowych w 2010 roku została wybrana radną Mnichovic kandydując jako bezpartyjna z ramienia Obywatelskiej Partii Demokratycznej. W tym samym roku powołano ją na stanowisko wiceburmistrza Mnichovic ds. oświaty i kultury. W wyborach w 2014 roku uzyskała reelekcję jako radna miasta. 5 listopada tego samego roku została wybrana burmistrzynią Mnichovic. W wyborach parlamentarnych w 2017 roku bezskutecznie kandydowała z ramienia Burmistrzów i Niezależnych (STAN) do Izby Poselskiej. W listopadzie 2018 roku została ponownie wybrana burmistrzynią.
W wyborach regionalnych w 2020 roku została wybrana radną kraju środkowoczeskiego z ramienia STAN. 16 listopada tego samego roku została wybrana na stanowisko hetmanki kraju. 29 czerwca 2021 roku zrezygnowała z funkcji burmistrza Mnichovic jednocześnie została powołana na stanowisko wiceburmistrza. W 2022 roku dołączyła do STAN.